# El vampiro sangriento
El vampiro sangriento és una pel·lícula de terror mexicana de 1962 dirigida per Miguel Morayta i protagonitzada per Begoña Palacios, Erna Martha Bauman i Carlos Agostí.
És part d'una duología de pel·lícules de vampirs dirigida per Morayta, seguida de La invasión de los vampiros (1963).

## Argument
El comte Cagliostro (Antonio Raxel), la família del qual ha tractat per generacions de lliurar al món dels vampirs, instrueix a la seva filla Inés (Begoña Palacios) per a enfrontar al comte Frankenhausen (Carlos Agostí) i al seu exèrcit de vampirs.

## Repartiment
- Begoña Palacios com Inés Cagliostro.
- Erna Martha Bauman com Condesa Eugenia Frankenhausen.
- Raúl Farell com Dr. Ricardo Peisser.
- Bertha Moss com Frau Hildegarda.
- Carlos Agostí com Conde Sigfrido von Frankenhausen.
- Pancho Córdova com Justus (
- Antonio Raxel com Conde Valsamo de Cagliostro.
- Enrique Lucero com Lázaro.
- Lupe Carriles com Lupe, la posadera.
- Nathanael León com Mestre de la cambra de tortura (no acreditada).

## Recepció
El llibre Gender and Sexuality in Latin American Horror Cinema: Embodiments of Evil de Gustavo Subero va destacar al personatge de Frau Hildegarda com un «personatge que abraça millor la monstruositat mentre se separa de la societat patriarcal», dient que «en molts casos se la representa com més monstruosa i malvada que el vampir al qual serveix», ja que «no sols és una mà amiga per al Comte, [sinó que] gaudeix de la llibertat d'exercir el mal sense haver de justificar-lo per complir les ordres d'una altra persona». El llibre li atribuïa això al fet que no obeïa «les dues característiques principals del gòtic femení: la bellesa física 'natural' de tals criatures i ésser una víctima irreprotxable de l'opressió patriarcal». El llibre Hampones, pelados y pecatrices: Sujetos peligrosos de la Ciudad de México (1940-1960) va arribar a una conclusió similar respecte a la presentació de la pel·lícula de l'arquetip de «males dones».
Cine mexicano de horror: carteles del cine fantástico mexicano, de Rogelio Agrasánchez, un llibre dedicat als cartells de pel·lícules de terror i fantàstiques, va donar una ressenya positiva als cartells d'aquesta pel·lícula i la seva seqüela La invasión de los vampiros, dient que presentaven «dissenys meravellosos d'estupend color i factura».
Alexis Puig a El gran libro del vampiro li va donar a la pel·lícula 1 de 5 «estaques», i la seva ressenya simplement diu «Només per als amants del terror asteca»».